# Juan Martín del Potro
Juan Martín del Potro (Tandil, Argentína; 1988. szeptember 23. –) olimpiai ezüst- és bronzérmes argentin hivatásos teniszező.  Jelenleg (2020.12.24) 157. az ATP ranglistán. Legjobb helyezése 3. volt (2018.08.13) Eddigi karrierje során 22 egyéni és 1 páros ATP-tornát nyert meg.
Megnyerte a 2009-es US Opent, ahol a döntőben a világelső Roger Federert győzte le. Mariano Puerta 2005-ös Roland Garros szereplése után ő lett az első argentin, aki Grand Slam-tornán egyéniben döntőbe jutott, és Gastón Gaudio 2004-es győzelme óta ő az első nem európai teniszező, aki Grand Slam-tornát tudott nyerni; ő a második olyan dél-amerikai férfiteniszező, aki megnyerte a US Opent (az első Guillermo Vilas volt 1977-ben). Döntőbeli sikerével megszakította Roger Federer öt tornán át tartó veretlenségi sorozatát a US Openen, amely a 2003-as versenyt követően kezdődött (akkor a szintén argentin David Nalbandian győzte le a Federert). Rafael Nadal mellett del Potro a másik olyan játékos, aki Grand Slam-döntőben le tudta győzni a svájci játékost. 2009-ben döntőt játszott az év végi mesterek tornáján.2014 januárjában megsérül a csuklója és hosszú kihagyás után 2016 februárjában tér vissza. A harmadik helyig küzdi fel magát 2018 márciusára.

## Személyes
Juan Martín del Potro 1988. szeptember 22-én született a 110 ezer lakosú Tandilban, ugyanott, ahol a szintén profi teniszező Juan Monaco, Mariano Zabaleta és Máximo González. Édesapja, Daniel, korábban fél-profi argentin rögbijátékos volt, jelenleg állatorvosként dolgozik; édesanyja, Patricia, tanár. Van egy húga, akit Julietának hívnak.
Kisgyerekként elsősorban a futball vonzotta, a tandili Club Independente-be járt edzésekre. A teniszbe akkor szeretett bele, amikor, az egyik edzés előtt, ütőt ragadott és elkezdett a fallal ütögetni. Hétéves korában végleg a tenisz mellett döntött, kezdetben Marcelo Gomez edzette. Gyerekkori példaképe Pete Sampras volt, de csodálta Marat Safin játékát is. Magassága ellenére sosem kosárlabdázott vagy röplabdázott, de a futballt a mai napig kedveli: fanatikus Boca Juniors szurkoló, kedvenc európai csapata pedig a Juventus. Saját bevallása szerint, ha nem profi sportoló lenne, építészetet tanulna, és azt tervezi, hogy sportpályafutása után is ezzel fog majd foglalkozni.
2008 márciusa óta honfitársával, Franco Davinnal dolgozik együtt, aki korábban szintén profi teniszező volt.

## Pályafutása

### Karrierje 2005-ig
Del Potro hétéves korában kezdett el teniszezni a tandili Club Independente-ben, első edzője Marcelo Gomez volt. Már 8 éves korában játszhatott hazája bajnokságában, 9 évesen pedig már a Dél-amerikai Teniszbajnokságon is elindult. 2002-ben megnyerte a nagy presztízsű Orange Bowlt a 14 évesek korosztályában. 2004-ben újabb tornát nyert a juniorok között, a chilei 26th International Junior Tournament-et. Utolsó mérkőzését juniorként a 2005-ös Roland Garroson játszotta, ahol Andy Murray győzte le a negyeddöntőben.
2005 áprilisában megnyerte élete első Futures-tornáját, a santiago-i Copa Cristal-t, melyet még ebben a hónapban további két hasonló kategóriájú tornagyőzelem követett (Santiago, Buenos Aires). Júliustól kezdve már Challenger-tornákon indult, első Challenger tornagyőzelmét a montevideoi Copa Petrobras-on aratta novemberben. A 2005-ös évet a világranglista 157. helyén zárta, ezzel ő lett a legfiatalabb játékos az első 200-ban.

### 2006
2006 volt profi pályafutásának első teljes éve. Az év nagyobbik részében elsősorban még Challenger–tornákon versenyzett, melyek közül kettőt meg is nyert, Aguascalientes-ben, valamint Segoviában. Az ilyen kategóriájú versenyeken 17–10-es győzelem-vereség mutatót ért el.
Január végén Vina del Marban bemutatkozott az ATP–sorozatban, ahol a második fordulóig jutott. Az esztendő során összesen öt alkalommal harcolta ki a főtáblára kerülést ATP–tornán. Legjobb eredményeit Umagban és Bázelben érte el, ahol a negyeddöntőig jutott. Grand Slam-tornákon kétszer – a Roland Garroson és a US Openen – sikerült túljutnia a selejtezőn, de mindkét alkalommal az első fordulóban búcsúzott.
Az évet a világranglista 92. helyén zárta, ezzel 2006-ban 18 évesen és 2 hónaposan ő lett a legfiatalabb teniszező az első 100 között.

### 2007
Az évet az Adelaideben kezdte, ahol az elődöntőig jutott. Első Ausztrál Open-fellépésén a második körig jutott, Fernando Gonzalez ellen a döntő játszmában feladta a mérkőzést. Ezt követően szerephez jutott az argentin nemzeti csapatban, a Davis-kupa első fordulójában Ausztria ellen: a 3. egyes mérkőzésen Jürgen Melzer ellen győzött döntő játszmában (7-6(4) 3-6 6-4 4-6 6-2). A Miami Mastersen bejutott a negyeddöntőbe, ahol Nadal állította meg (0-6, 4-6), de előtte legyőzte Björkmant, Márkosz Pagdatísz és Youzhny-t is. A Davis-kupa negyeddöntőjében két meccset játszott: először Robin Söderling ellen kikapott (6-7(4), 6-7(4), 4-6), majd az utolsó meccsen legyőzte Robert Lindstedtet (7-6(7), 6-4), ezzel hazája egyetlen győzelmét szerezte (Svédország–Argentína 4:1). A Grand Slam-tornákon nem volt szerencséje: a Roland Garroson Rafael Nadal (2. forduló), Wimbledonban Roger Federer (2. forduló), a US Openen pedig Novak Đoković győzte le (3. forduló). A Madrid Mastersen megszerezte élete első győzelmét a legjobb 10 közé tartozó teniszezők ellen, a 9. helyezett Tommy Robredót győzte le a második fordulóban (6-7(4), 6-4, 6-3). Végül a következő fordulóban David Nalbandian megállította.
A Paris Mastersen a selejtezőből indulva került a főtáblára, ahol a legjobb 32 közé is bekerült, ott Nikolay Davydenko győzte le. Az évet a világranglista 44. helyén zárta.

### 2008
A 2008-as évben Del Potro egymással teljesen ellentétes két félévet produkált. Míg az esztendő első felében gyakorlatilag a második fordulón is csak elvétve tudott továbbjutni, addig az év második felében egy parádés győzelmi sorozatot mutatott be, melynek köszönhetően bekerült a mezőny 10 legjobb teniszezője közé.
Az év első felében gyakran küzdött hátproblémákkal, ami miatt kétszer is fel kellett adnia mérkőzést: az Australian Openen David Ferrer ellen (2. forduló), illetve a Rómában Andy Murray ellen (1. forduló).
Közel öt hónapnak kellett eltelnie, hogy egy torna főtábláján két egymást követő meccset tudjon nyerni: Münchenben a negyeddöntőig jutott, ahol Younes El Aynaoui győzte le (4-6, 4-6). A rosszul sikerült Roland Garros (2. forduló, Simone Bolelli) után 's-Hertogenbosch-ban már az elődöntőig jutott, ahol újra David Ferrer győzte le (6-7(4), 1-6).
Bár Wimbledonban még ismét kikapott a 2. körben Stanislas Wawrinka ellen (6-7(5), 3-6, 5-7), a szezon hátralévő részében elképesztő teniszt mutatott be, és 45 meccséből 37-et megnyert.
A wimbledoni vereséget követően 21 meccsen és négy egymást követő tornán maradt veretlen: sorozatban megnyerte a stuttgarti, a kitzbuhel-i, a Los Angeles-i és a washingtoni tornát. A Los Angeles-i döntő volt az első alkalom az év során, hogy a legjobb tíz közé tartozó teniszező ellen tudott nyerni: Andy Roddickot győzte le 6-1, 7-6(2)-ra. A US Openen bejutott karrierje első Grand Slam-negyeddöntőjébe, ahol Andy Murray állította meg (6-7(2), 6-7(1), 6-4, 5-7), és szakította meg fantasztikus győzelmi sorozatát.

### 2009
2009 volt Del Potro pályafutásának eddigi legsikeresebb éve. Az esztendő során három tornagyőzelmet aratott, és megszerezte élete első Grand Slam-győzelmét a US Openen. Az évet a világranglista 5. helyén zárta.

### 2010
2010 év elején csuklósérülést szenvedett. Az Australian Openen a 4. körig jutott, ahol Marin Cilic horvát teniszezőtől kapott ki 7-5, 4-6, 5-7, 7-5, 3-6 arányban. Ezt követően Del Potro a 2010-es évben már nem lépett pályára a tavaszi csuklóműtéte és az elhúzódó rehabilitáció miatt.

### 2011

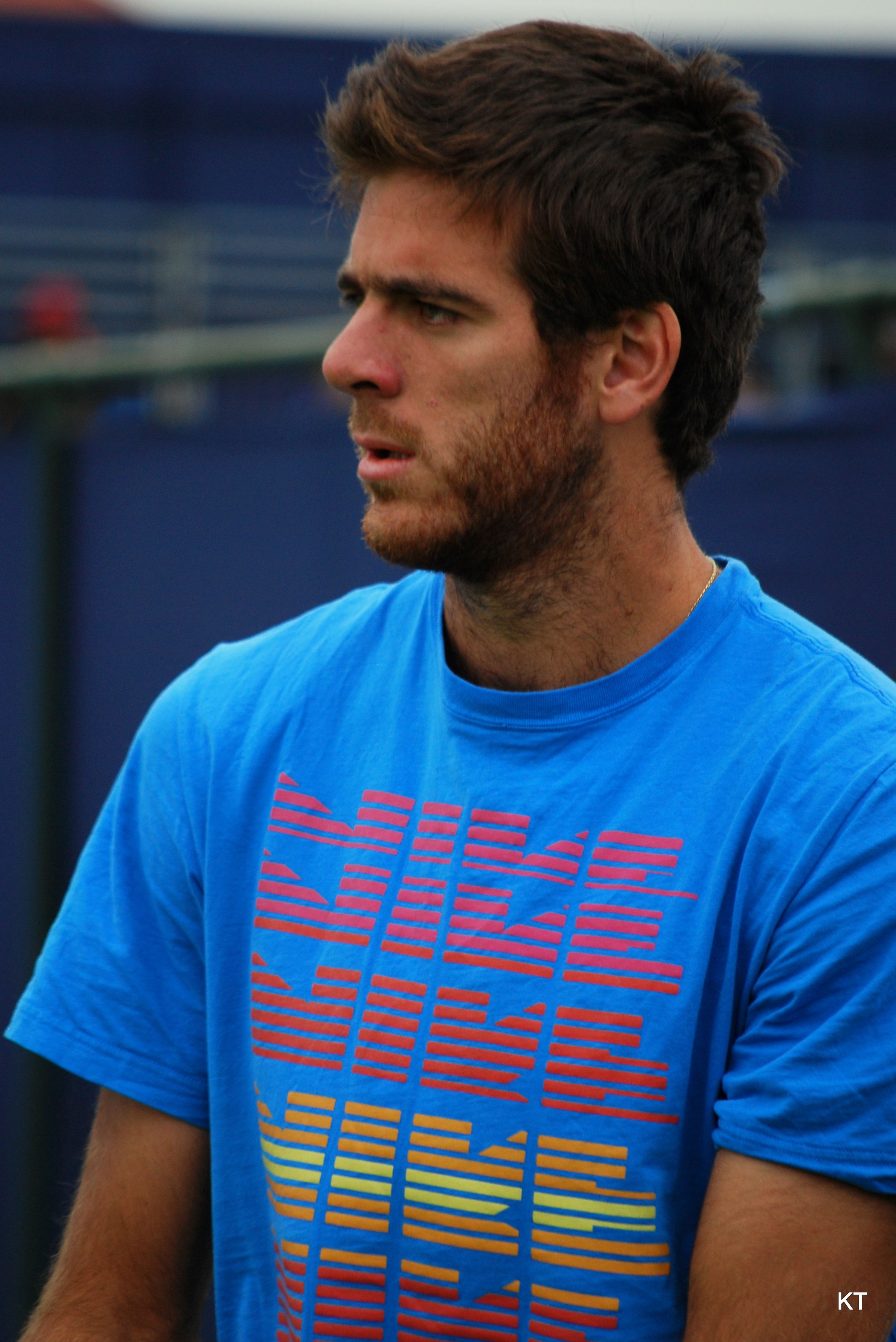
2011. – Queen's Club

2011 évben tért vissza, és kezdte meg a felzárkózást. Az évben két salakos tornát nyert meg Delrey Beach-en és a portugál Estorilban, emellett döntőt játszott a bécsi tornán, ahol a döntőben Jo-Wilfried Tsonga-tól szenvedett vereséget 7-6, 3-6, 4-6 arányban. Az Indian Wells-ben rendezett ATP Masters 1000 kemény pályás, kiemelt tornán az elődöntőig menetelt, ahol Rafael Nadal-tól két sima szettben kapott ki.

### 2012
2012 év során az Australian Open negyeddöntőbe jutott, ahol Roger Federer állította meg. Februárban döntőt játszott a rotterdami tornán, ahol szintén Roger Federer állta útját, de a következő héten Marseille-ben tornagyőztes lett. Az Estoril Open salakos tenisztornán megvédte címét, és a Roland Garros negyeddöntőjében ismét Roger Federerrel találkozott, ahol 6-3, 7-6, 2-6, 0-6, 3-6 arányban vereséget szenvedett.

## Rekordjai
- Del Potro az első teniszező, aki egy Grand Slam-tornán le tudta győzni Rafael Nadalt és Roger Federert is (2009-es US Open elődöntő és döntő)
- Ő a második argentin teniszező, aki meg tudta nyerni a US Opent (ez korábban csak Guillermo Vilasnak sikerült 1972-ben)
- A világranglista első 200, első 100, első 50 és első 10 helyezettje között is volt legfiatalabb teniszező egy adott év végén (2005-ben, 2006-ban, 2007-ben, illetve 2008-ban)
- Ő a második olyan teniszező, aki Grand Slam-döntőben le tudta győzni Roger Federert (ezt korábban csak Rafael Nadal tudta megtenni)

## Felszerelés és ütő
| Év    | Márka |
| ----- | ----- |
| 2003- | Nike  |

| Év    | Márka  |
| ----- | ------ |
| 2004- | Wilson |

## Statisztikák

### Éves statisztikák
|                         | 2005   | 2006    | 2007    | 2008      | 2009      | 2010   | 2011      | 2012      | 2013      | 2014    |
| ----------------------- | ------ | ------- | ------- | --------- | --------- | ------ | --------- | --------- | --------- | ------- |
| Nyert-vesztett meccsek  | 0-1    | 23-12   | 33-27   | 49-17     | 54-16     | 3-3    | 48-18     | 65-17     | 51-16     | 4-0*    |
| Világranglista-helyezés | 158    | 92      | 44      | 9         | 5         | 258    | 11        | 7         | 5         | = 5*    |
| Pénzdíjazás (dollár)    | 38 348 | 169 815 | 393 660 | 1 322 497 | 4 753 087 | 95 273 | 1 047 196 | 3 031 003 | 4 290 510 | 82 040* |

*Feldolgozva az adatok lezárásának napjáig, 2014. január 13-ig.

## Grand Slam-tornák
| Verseny                | 2006 | 2007 | 2008 | 2009 | 2010 | 2011 | 2012 | 2013 | 2014 | 2015 | 2016 | Nyert-vesztett |
| ---------------------- | ---- | ---- | ---- | ---- | ---- | ---- | ---- | ---- | ---- | ---- | ---- | -------------- |
| Ausztrál Open          | n.i. | 2k   | 2k   | 1/4D | 4k   | 2k   | 1/4D | 3k   | 2k   | n.i. | n.i  | 17–8           |
| Roland Garros          | 1k   | 1k   | 2k   | 1/2D | n.i. | 3k   | 1/4D | n.i. | n.i. | n.i. | n.i. | 12–6           |
| Wimbledon              | n.i. | 2k   | 2k   | 2k   | n.i. | 4k   | 4k   | 1/2D | n.i. | n.i. | 3k   | 16–7           |
| US Open                | 1k   | 3k   | 1/4D | GY   | n.i. | 3k   | n.i. | 1k   | n.i. | n.i. |      | 20–6           |
| Nyert-vesztett meccsek | 0–2  | 4–4  | 7–4  | 17–3 | 3–1  | 8–4  | 15-4 | 8–3  | 1–1  | 0–0  | 2–1  | 65–27          |

 1k: 1. körben kiesett, 2k: 2. körben kiesett, 3k: 3. körben kiesett, 4k: 4. körben kiesett, 1/4D: negyeddöntős, 1/2D: elődöntős, D: döntős, GY: győztes, n.i.: nem indult

### Döntői Grand Slam-tornákon
Győzelmek (1)
| Év   | Verseny | Ellenfél               | Eredmény                      |
| ---- | ------- | ---------------------- | ----------------------------- |
| 2009 | US Open | Roger Federer (svájci) | 3-6, 7-6(5), 4-6, 7-6(4), 6-2 |

## Győzelmei ATP-tornákon
| Torna típusa                |
| Grand Slam-torna            |
| ATP World Tour Masters 1000 |
| ATP World Tour 500 Series   |
| ATP World Tour 250 Series   |
| Tennis Masters Cup          |

### Egyéni (18)
|    | Dátum                | Torna                                          | Borítás | Ellenfél a döntőben | Eredmény a döntőben     |
| 1  | 2008. július 13.     | Mercedes Cup, Stuttgart                        | Salak   | Richard Gasquet     | 6-4, 7-5                |
| 2  | 2008. július 20.     | Austrian Open, Kitzbühel                       | Salak   | Jürgen Melzer       | 6-2, 6-1                |
| 3  | 2008. augusztus 4.   | Farmers Classic, Los Angeles                   | Kemény  | Andy Roddick        | 6-1, 7-6                |
| 4  | 2008. augusztus 17.  | Legg Mason Tennis Classic, Washington, D.C.    | Kemény  | Viktor Troicki      | 6-3, 6-3                |
| 5  | 2009. január 17.     | Heineken Cup, Auckland                         | Kemény  | Sam Querrey         | 6-4, 6-4                |
| 6  | 2009. augusztus 8.   | Legg Mason Tennis Classic, Washington, D.C.    | Kemény  | Andy Roddick        | 3-6, 7-5, 7-6(6)        |
| 7  | 2009. szeptember 14. | US Open, New York                              | Kemény  | Roger Federer       | 3-6, 7-6, 4-6, 7-6, 6-2 |
| 8  | 2011. február 21.    | Delray Beach, Florida                          | Kemény  | Janko Tipsarevic    | 6-4, 6-4                |
| 9  | 2011. április 25.    | Estoril Open, Portugália                       | Salak   | Fernando Verdasco   | 6-2, 6-2                |
| 10 | 2012. február 20.    | Open 13, Marseille                             | Kemény  | Michael Llodra      | 6-4, 6-4                |
| 11 | 2012. április 30.    | Estoril Open, Portugália                       | Salak   | Richard Gasquet     | 6-4, 6-2                |
| 12 | 2012. október 21.    | Erste Bank Open, Bécs                          | Kemény  | Grega Zemlja        | 7–5, 6–3                |
| 13 | 2012. október 28.    | Swiss Indoors, Bázel                           | Kemény  | Roger Federer       | 6–4, 6–7(5), 7–6(3)     |
| 14 | 2013. február 17.    | ABN AMRO World Tennis Tournament, Rotterdam    | Kemény  | Julien Benneteau    | 7–6(2), 6–3             |
| 15 | 2013. augusztus 4.   | Citi Open, Washington, D.C.                    | Kemény  | John Isner          | 3–6, 6–1, 6–2           |
| 16 | 2013. október 6.     | Rakuten Japan Open Tennis Championships, Tokió | Kemény  | Milos Raonic        | 7–6(5), 7–5             |
| 17 | 2013. október 27.    | Swiss Indoors, Bázel                           | Kemény  | Roger Federer       | 7–6(3), 2–6, 6–4        |
| 18 | 2014. január 12.     | Apia International, Sydney                     | Kemény  | Bernard Tomic       | 6–3, 6–1                |

## Döntői ATP-tornákon
|   | Dátum                | Torna                                          | Borítás | Ellenfél a döntőben | Eredmény a döntőben |
| 1 | 2008. szeptember 29. | Rakuten Japan Open Tennis Championships, Tokió | Kemény  | Tomáš Berdych       | 1–6, 4–6            |
| 2 | 2009. augusztus 10.  | Canada Masters, Montréal                       | Kemény  | Andy Murray         | 7–6, 6–7, 1–6       |
| 3 | 2009. november 22.   | Barclays ATP World Tour Finals, London         | Kemény  | Nyikolaj Davigyenko | 3–6, 4–6            |
| 4 | 2011. október 24.    | Erste Bank Open, Bécs                          | Kemény  | Jo-Wilfried Tsonga  | 7–6, 3–6, 4–6       |
| 5 | 2012. február 13.    | ABN AMRO World Tennis Tournament, Rotterdam    | Kemény  | Roger Federer       | 1–6, 4–6            |
| 6 | 2013. március 17.    | Indian Wells Masters, Indian Wells             | Kemény  | Rafael Nadal        | 6–4, 3–6, 4–6       |
| 7 | 2013. november 9.    | Shanghai Masters, Sanghaj                      | Kemény  | Novak Djokovic      | 1–6, 6–3, 6–7(3)    |

### Páros (1)
|   | Dátum            | Torna                                      | Borítás | Partner        | Ellenfelek a döntőben             | Eredmény a döntőben |
| 1 | 2007. július 23. | Atlanta Tennis Championships, Indianapolis | Kemény  | Travis Parrott | Tejmuraz Gabasvili / Ivo Karlović | 3–6, 6–2, 10–6      |